# 강인덕 (공무원)
강인덕(康仁德, 1932년 11월 10일~)은 대한민국의 관료이다. 제24대 통일부 장관(1998. 3. 3.~1999. 5. 23.)을 지냈다.

## 학력
- 1945~1950년: 평양 제1 고급중학교 졸업
- 1954~1958년  한국외국어대학교 러시아어과 학사
- 한국외국어대학교 대학원 국제정치학 석사
- 1973~1977년 경희대학교 대학원 정치학 박사

## 경력
- 1959~1962년: 해병대사령부 정보국 전략분석관(중위)
- 1961년: 중앙정보부 입사
- 1971년: 중앙정보부 해외정보국 국장
- 1972년: 중앙정보부 북한정보국 국장
- 1975년: 중앙정보부 심리전국 국장
- 1979년: 극동문제연구소 소장
- 1981년: 평화통일정책자문회의 이념제도 분과위원 위원장
- 1993년: 극동문화 대표이사
- 1998년 3월 3일~1999년 5월 23일: 통일부 장관[1]
- 2013년: 대통령 국가안보자문단 위원

## 수상
- 1970년: 홍조근정훈장
- 1970년: 보국훈장 천수장
- 1988년: 국민훈장 모란장
- 1992년: 제27회 5.16 민족상

## 가족
- 배우자: 배정숙
- 자녀: 2남 1녀